# Gherman Stepanovich Titov
Gherman Stepanovich Titov (tiếng Nga: Герман Степанович Титов; 11 tháng 9 năm 1935 - 20 tháng 9 năm 2000) là một nhà du hành vũ trụ người Liên Xô. Với chuyến bay vào vũ trụ ngày 6 tháng 8 năm 1961 trên tàu Vostok 2, Titov trở thành người thứ hai bay quanh Trái Đất, trước đó là Yuri Gagarin trên Vostok 1. Ông là người thứ tư bay vào vũ trụ, nếu tính cả các chuyến du hành dưới quỹ đạo của các phi hành gia Hoa Kỳ Alan Shepard và Gus Grissom.
Chuyến bay của Titov đã chứng minh rằng con người có thể sống và làm việc trong không gian. Ông là người đầu tiên quay quanh Trái Đất nhiều lần (tổng cộng 17 lần), là người đầu tiên lái tàu vũ trụ và ở hơn một ngày trên vũ trụ. Ông cũng là người đầu tiên ngủ trên quỹ đạo và mắc bệnh không gian (trở thành người đầu tiên nôn mửa trong không gian).
Titov đã thực hiện những bức ảnh thủ công đầu tiên từ quỹ đạo, do đó lập kỷ lục cho nhiếp ảnh không gian hiện đại. Ông cũng là người đầu tiên quay phim Trái Đất bằng máy quay phim Konvas-Avtomat chất lượng chuyên nghiệp, mà ông đã sử dụng trong mười phút. Vào thời điểm diễn ra chuyến bay, vẵn còn hơn một tháng nữa mới đến sinh nhật lần thứ 26, do đó, cho đến thời điểm hiện tại (2022), Titov vẫn giữ kỷ lục là người trẻ nhất từng bay vào vũ trụ.
Sau chuyến bay, Titov tiếp tục làm việc cho chương trình vũ trụ của Liên Xô, và đóng một vai trò quan trọng trong dự án Spiral, nơi ông được đào tạo để trở thành phi công điều khiển máy bay vũ trụ (spaceplane) đầu tiên trên quỹ đạo. Tuy nhiên, sau cái chết của Yuri Gagarin trong một tai nạn máy bay quân sự năm 1968, chính phủ Liên Xô đã quyết định không thể để mất phi hành gia thứ hai, và vì vậy, sự nghiệp phi công thử nghiệm của Titov được đình lại.
Titov phục vụ trong Không quân Liên Xô, thăng đến cấp bậc Thượng tướng Không quân. Trong những năm cuối cùng ở Nga thời hậu Xô viết, ông đã trở thành một chính trị gia Cộng sản. Mặc dù là người được chọn thứ hai, sau Gagarin, bay vào vũ trụ, nhưng chính Titov lại là người sau đó đã đề xuất Chính phủ Liên Xô thường xuyên kỷ niệm Ngày vũ trụ vào ngày 12 tháng 4, ngày của chuyến bay của Gagarin.

## Tiểu sử
Titov sinh ra ở làng Verkhneye Zhilino ở Altai Krai và đi học tại trường hàng không quân sự Stalingrad. Sau khi tốt nghiệp ngành phi công không quân, ông được chọn đào tạo phi hành gia vũ trụ vào năm 1960.
Ông đã bay thực hiện nhiệm vụ Vostok 2 vào ngày 6 tháng 8 năm 1961. Chuyến bay kéo dài trong 25,3 giờ và ông thực hiện bay 17 vòng quanh quỹ đạo của Trái Đất. Tín hiệu phát đáp của ông là Oryol (tiếng Nga: Орёл), có nghĩa là "Đại bàng". Ông đã hạ cánh xuống gần thị trấn Krasnoy Kut ở tỉnh Saratov, Nga. Vào thời điểm chuyến bay, vẫn còn một tháng mới đến sinh nhật lần thứ 26 của Titov, do vậy, ông vẫn là người trẻ nhất từng bay trong vũ trụ. Như hầu hết các nhà du hành vũ trụ của Liên Xô, Titov cũng là một đảng viên của Đảng Cộng sản Liên Xô.
Ông là người đầu tiên bị bệnh không gian (say không gian) và cũng là người đầu tiên ngủ trong không gian. Ông đã ngủ một khoảng thời gian ngắn trên quỹ đạo và rất ngạc nhiên khi thức dậy với hai cánh tay lơ lửng trong không trung do không có trọng lực bình thường. Ông trở lại giấc ngủ sau khi đặt tay trong đai bảo hộ, sau đó ngủ nhiều hơn 30 phút so với dự đoán của kế hoạch bay. Ông nói rằng "Một khi bạn xếp được tay và chân vào vị trí hợp lý, ngủ trong không gian sẽ ổn thôi... Tôi ngủ như một đứa bé".

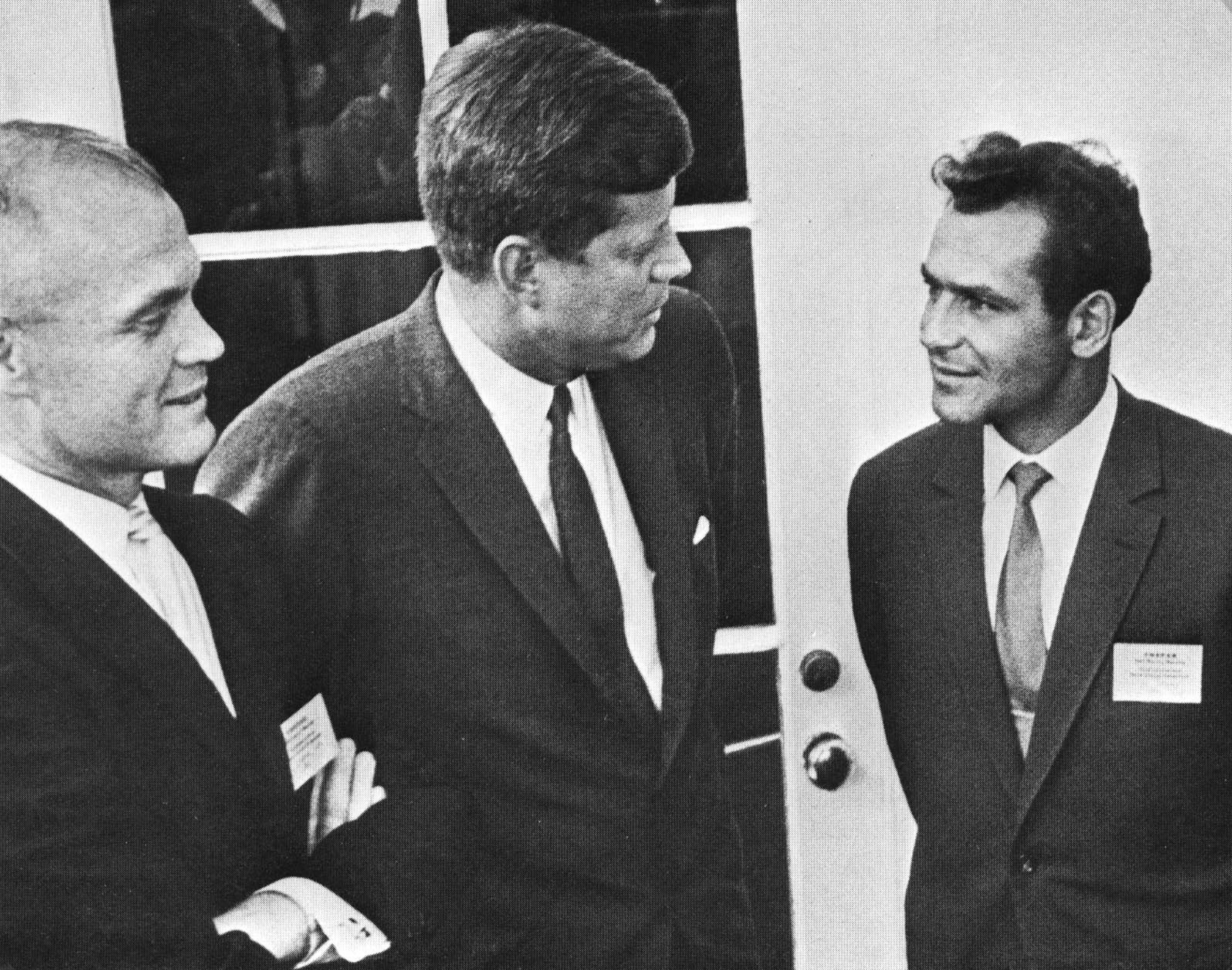
Titov hội kiến cùng với Tổng thống Hoa Kỳ John F. Kennedy và phi hành gia người Mỹ John Glenn, 1962.

Mặc dù ông bị bệnh không gian trong chuyến bay quỹ đạo của mình, Titov đã ăn mừng khi hạ cánh. Lễ kỷ niệm của ông được mô tả như là "một cơn hưng phấn" sau khi hạ cánh, và trên chuyến bay trở về Kubishev để kiểm tra lại, ông đã làm các nhân viên y tế náo động vì đã mở và rót bia, vi phạm hoàn toàn các quy tắc được hướng dẫn.
Sau khi hạ cánh, Titov được chuyển đến bệnh viện xét nghiệm thêm để đảm bảo rằng ông không bị bệnh. Sau khi nhiệm vụ được đóng lại, ông bị các báo cáo cho rằng đã tham gia vào các hành vi có thể được xem là không thể chấp nhận được đối với một người làm việc trong chương trình không gian. Ông bị cho là đã mê đắm tình ái với phụ nữ, uống rượu quá mức và phóng xe hơi tốc độ cao, khiến một số người đưa ra giả thuyết rằng hành vi của ông có khả năng là một tác dụng phụ khác của chứng bệnh không gian mà ông đã trải qua do tình trạng không trọng lực. Các thử nghiệm sau đó đã cho thấy đây không hoàn toàn chính xác trong tất cả trường hợp.
Trong chuyến thăm được công bố rộng rãi tới Seattle năm 1962 để tham quan Hội chợ Thế kỷ 21, Titov được các phóng viên hỏi về chuyến bay vào vũ trụ của ông ảnh hưởng đến triết lý sống của mình như thế nào. Ông trả lời: "Đôi khi mọi người nói rằng Chúa ở ngoài đó. Tôi đã chăm chú nhìn xung quanh cả ngày nhưng tôi không tìm thấy ai ở đó. Tôi không thấy thiên thần hay Thiên Chúa." Câu nói nổi tiếng này được sử dụng thường xuyên trong các tuyên truyền chống tôn giáo của Liên Xô, nhưng nó thường bị gán sai cho Yuri Gagarin.
Sau chuyến bay vào vũ trụ, Titov đảm nhận nhiều vị trí cấp cao khác nhau trong chương trình không gian của Liên Xô cho đến khi nghỉ hưu năm 1992. Năm 1995, ông được bầu vào Duma Quốc gia với tư cách là thành viên của Đảng Cộng sản. Ông qua đời vì ngừng tim trong phòng tắm hơi ở tuổi 65 tại Moskva vào ngày 20 tháng 9 năm 2000. Ông được chôn cất tại Nghĩa trang Novodevichy.

## Giải thưởng và di sản

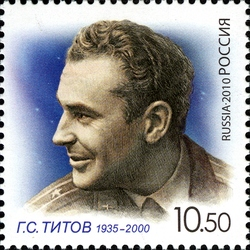
Titov trên tem Nga.

Gherman Titov được trao tặng danh hiệu Anh hùng Liên Xô, hai Huân chương Lenin, và nhiều huân huy chương nước ngoài. Ông được trao tặng danh hiệu Anh hùng Lao động xã hội chủ nghĩa Bulgaria, Anh hùng Lao động Việt Nam và Anh hùng Mông Cổ. Hố va chạm Titov ở phía xa của Mặt trăng và một hòn đảo ở Vịnh Hạ Long, đảo Ti Tốp, được đặt theo tên ông. Một bức tượng của ông được dựng trên chính hòn đảo này vào năm 2015.
Titov được xem là người có nhiều đóng góp trong việc xây dựng mối quan hệ hữu nghị giữa Liên Xô (và sau là Nga) với Việt Nam. Năm 1966, ông được bầu làm Chủ tịch Hội Hữu nghị Xô-Việt và giữ chức vụ này cho đến khi Liên Xô tan rã. Sau khi Hội Hữu nghị Liên bang Nga-Việt Nam được thành lập, ông được bầu làm Chủ tịch danh dự của Hội và giữ vị trí này cho đến khi qua đời vào năm 2000. Ông cũng được cho là người có vai trò quan trọng trong việc bảo vệ tượng đài Hồ Chí Minh và quảng trường Hồ Chí Minh tại Moskva trước trào lưu xóa bỏ hình ảnh những lãnh tụ Cộng sản tại Nga bấy giờ.
Vào ngày 6 tháng 8 năm 2011, kỷ niệm 50 năm chuyến bay của Titov, Bảo tàng Gherman Titov được xây dựng lại và mở rộng đã được khai trương tại ngôi làng quê hương ông tại Polkovnikovo, Altai Krai.

## Danh hiệu và giải thưởng
Nga và Liên Xô

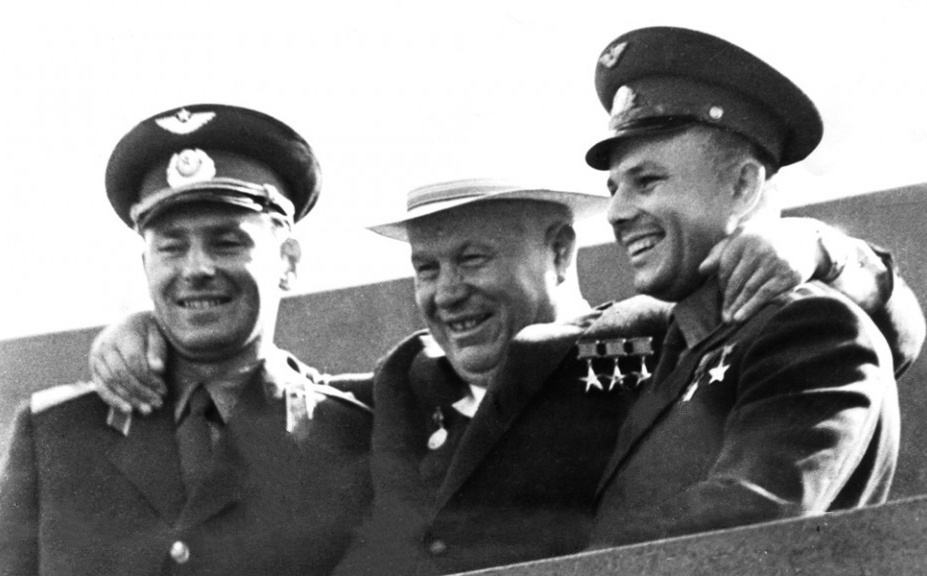
Titov, Nikita Khrushchev và Yuri Gagarin tại Quảng trường Đỏ ở Moskva, ngày 20 tháng 11 năm 1961

- Anh hùng Liên Xô (9 tháng 8 năm 1961) [18]
- Huân chương Công trạng cho Tổ quốc, Hạng 3 (7 tháng 9 năm 1995) - cho các hoạt động cho nhà nước, thành tựu trong công việc và đóng góp quan trọng để tăng cường tình hữu nghị và hợp tác giữa các dân tộc
- Hai Huân chương Lenin (17 tháng 6 và 9 tháng 8 năm 1961)
- Huân chương Cách mạng Tháng Mười (21 tháng 2 năm 1985)
- Huân chương Cờ đỏ Lao động (15 tháng 1 năm 1976)
- Giải thưởng Lênin (1988)
- Thạc sĩ thể thao danh dự (1961)
- Phi công vũ trụ của Liên Xô (9 tháng 8 năm 1961)

Giải thưởng nước ngoài

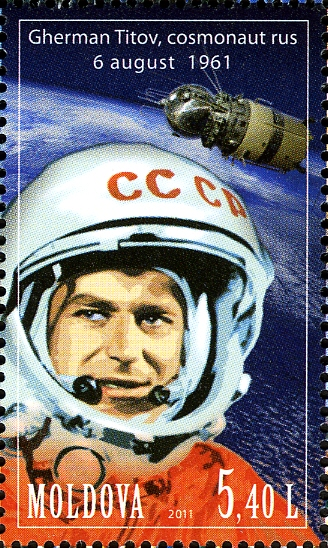
Titov trên tem Moldova

- Anh hùng Lao động Việt Nam Dân chủ Cộng hòa (21 tháng 1 năm 1962)
- Huân chương Hồ Chí Minh (Việt Nam)
- Huân chương Hữu nghị (Việt Nam)
- Anh hùng Lao động xã hội chủ nghĩa Cộng hòa Nhân dân Bulgaria (27 tháng 9 năm 1962)
- Huân chương Georgi Dimitrov (Bulgaria, 27 tháng 9 năm 1962).
- Huy chương "25 năm sức mạnh nhân dân" (Bulgaria)
- Huy chương "Kỷ niệm 100 năm ngày sinh của Georgi Dimitrov" (Bulgaria, 14 tháng 2 năm 1983)
- Anh hùng Cộng hòa Nhân dân Mông Cổ (10 tháng 12 năm 1961)
- Huân chương Sukhbaatar (Mông Cổ, ngày 10 tháng 12 năm 1961)
- Huy chương "30 năm chiến thắng quân phiệt Nhật Bản" (Mông Cổ, ngày 8 tháng 1 năm 1976)
- Huân chương Karl Marx (Đông Đức, ngày 1 tháng 9 năm 1961)
- Huy chương vàng "cho công việc gương mẫu" (Đông Đức, ngày 4 tháng 9 năm 1961)
- Huân chương Ngôi sao Cộng hòa Indonesia, Hạng 2 (9 tháng 1 năm 1962)
- Huân chương Ngôi sao Nam Tư với sash (19 tháng 9 năm 1962)
- Huân chương Ngôi sao Rumani, Hạng 1 (14 tháng 10 năm 1961)
- Huân chương Ngôi sao Cộng hòa Congo (Congo, 1965)
- Huân chương Hữu nghị và Hợp tác (Syria, 1988)
- Vinh danh của Tổng thống Ukraina (11 tháng 4 năm 1995) - vì những đóng góp nổi bật cho việc phát triển hệ thống tên lửa vũ trụ, tăng cường hợp tác quốc tế trong ngành vũ trụ và kết hợp với kỷ niệm 10 năm chuyến bay đầu tiên của phương tiện phóng Zenit
- Một hòn đảo ở vịnh Hạ Long được đặt theo tên của ông là Ti-tốp (Titov)